# Tetraogallus
Tetraogallus es un género de aves galliformes de la familia Phasianidae, tiene 5 especies y 17 subespecies.

## Especies
Se reconocen cinco especies:
- Tetraogallus caucasicus - perdigallo caucasiano;
- Tetraogallus caspius - perdigallo del Caspio;
- Tetraogallus tibetanus - perdigallo tibetano;
- Tetraogallus altaicus- perdigallo altaico;
- Tetraogallus himalayensis- perdigallo himalayo.

## Subespecies
- Tetraogallus caspius
  - Tetraogallus caspius caspius
  - Tetraogallus caspius semenowtianschanskii
  - Tetraogallus caspius tauricus
- Tetraogallus himalayensis
  - Tetraogallus himalayensis bendi
  - Tetraogallus himalayensis grombczewskii
  - Tetraogallus himalayensis himalayensis
  - Tetraogallus himalayensis incognitus
  - Tetraogallus himalayensis koslowi
  - Tetraogallus himalayensis saurensis
  - Tetraogallus himalayensis sewerzowi
- Tetraogallus tibetanus
  - Tetraogallus tibetanus aquilonifer
  - Tetraogallus tibetanus centralis
  - Tetraogallus tibetanus henrici
  - Tetraogallus tibetanus przewalskiI
  - Tetraogallus tibetanus tibetanus
  - Tetraogallus tibetanus tschimenensis
  - Tetraogallus tibetanus yunnanensis

## Localización
Las especies y subespecies se localizan en las sierras del sur de Eurasia, desde el Cáucaso al Himalaya y el oeste de China.